# Amapá (staat)
Amapá is een van de 26 deelstaten van Brazilië. De staat met de standaardafkorting AP heeft een oppervlakte van ca. 143.000 km² en ligt in de regio Noord. Amapá grenst aan Suriname en Frans-Guyana in het noordwesten, de Atlantische Oceaan in het noordoosten en oosten en de staat Pará in het zuiden en zuidwesten. In 2017 had de staat 797.722 inwoners. De hoofdstad is Macapá.
Het is een tamelijk vlak gebied dat in het algemeen onder 300 meter hoogte blijft. Het kustgebied kent moerassen en lagunes. De Amazone, Jari, Oiapoque, Araguari, Calçoene en Maracá zijn de voornaamste rivieren. De economie is gebaseerd op de teelt van paranoten en op mijnbouw (mangaan).
Onder de naam Costa do Cabo Norte kende het gebied invasies van de Britten en de Hollanders die echter door de Portugezen verdreven werden. In de 18e eeuw waren het de Fransen die het gebied in handen trachtten te krijgen. De Vrede van Utrecht van 1713 bepaalde de grens tussen Portugees-Brazilië en Frans-Guyana in dit gebied, hoewel de Fransen zich niet altijd aan deze grenzen hielden.
De goudvondsten van de 19e eeuw maakten het gebied nog meer omstreden, maar op 1 mei 1900 werd door de Arbitragecommissie van Genève de grens voorgoed vastgesteld. Het Braziliaanse deel werd ingedeeld bij Pará onder de naam Araguari. In 1943 werd het een federaal territorium onder de naam Amapá. De vondst van rijke mangaanlagen in Serra do Navio in 1945 had grote invloed op de economische ontwikkeling. Op 5 oktober 1988 werd het gebied tot staat verheven.
Het gebied hoorde historisch na 1815 ook bij de Guyana's en heette Braziliaans-Guyana. Het was voor de Braziliaanse onafhankelijkheid ook bekend als Portugees-Guyana.

## Bestuurlijke indeling
De deelstaat Amapá is ingedeeld in 2 mesoregio's, 4 microregio's en 16 gemeenten.

### Inheemse gebieden
Er zijn drie inheemse gebieden: Terra Indígena Uaçá voor de Uaçá Galibi, Palikur en de Karipuna do Amapá. Terra Indígena Waiãpi voor de Wayampi, en Terra Indígena Galibi voor de Galibi do Oiapoque.

## Belangrijke steden
In orde van grootte:
| Stad                                            | Inwoners |
| ----------------------------------------------- | -------- |
| Macapá                                          | 474.706  |
| Santana                                         | 115.471  |
| Laranjal do Jari                                | 47.554   |
| Oiapoque                                        | 25.514   |
| Porto Grande                                    | 20.611   |
| Mazagão                                         | 20.387   |
| Bron: (pt) IBGE - Populatie volgens census 2017 |          |